# Droga krajowa nr 152 (Kostaryka)
Droga krajowa nr 152 (hiszp. Ruta Nacional Secundaria 152/Ruta 152) – jedna z dróg krajowych w Kostaryce. Znajduje się ona w prowincji Guanacaste.

## Opis
W prowincji Guanacaste droga krajowa nr 152 przebiega przez kanton Santa Cruz (przez dystrykty Veintisiete de Abril i Tamarindo).